# Ophiologimus quadrispinus
Ophiologimus quadrispinus är en ormstjärneart som beskrevs av Hubert Lyman Clark 1925. Ophiologimus quadrispinus ingår i släktet Ophiologimus och familjen knotterormstjärnor. Inga underarter finns listade i Catalogue of Life.